# Horanski kanal
Horanski kanal (perz. تنگه حوران, poznat i kao Clarenceov kanal) je prirodni morski prolaz između iranskog kopna i otoka Kešma. Dijelom je većeg Hormuškog tjesnaca koji spaja Omanski i Perzijski zaljev. Kanal se proteže oko 100 km, a na najužem dijelu širok je 2,67 km. Središnji i zapadni dijelovi kanala bogati močvarama i šumama mangrova s visokim stupnjem bioraznolikosti prostiru se na približno 860 km² i zaštićeni su kao nacionalni park Hara-je Horan. Od 1976. godine ovo se područje nalazi i na UNESCO-ovom popisu rezervata biosfere.